# مسجد قندی
مسجد قندی مربوط به دوره قاجار است و در تهران، خانی آباد ـ خیابان تختی واقع شده و این اثر در تاریخ ۲۶ آبان ۱۳۷۵ با شمارهٔ ثبت ۱۷۶۰ به‌عنوان یکی از آثار ملی ایران به ثبت رسیده است.
این بنا در سال ۱۳۲۷ هجری قمری به وسیله حاج سیدهاشم قندی از تجار بزرگ قندفروشی تهران بنا گردیده است. سید هاشم قندی سه مسجد در تهران ساخت و وقف کرد، یکی در خیابان شهید فروزش (مهدیخانی)، دیگری مسجد خندق‌آبادی در خیابان مولوی و یکی هم این مسجد در خیابان تختی. وی پدر بزرگ شهید سید مجتبی هاشمی (نخستین فرمانده کمیته انقلاب مرکزی تهران، و فرمانده گروه فداییان اسلام در طول جنگ ایران و عراق) است.
ساختمان مسجد شامل سردر ورودی، هشتی، صحن، ایوان و شبستان ستون‌دار است. مسجد دارای یک ورودی اصلی از خیابان تختی و ورودی فرعی ورودی زنانه از کوچه مجاور است. سردر ورودی اصلی مسجد دارای طاق جناغی و تزیینات کاشی‌کاری و مقرنس‌کاری و کتیبه‌ای مورخ ۱۳۲۶ هجری قمری است. بعد از سردر ورودی، هشتی کوچک شش ضلعی با پوشش گنبدی و تزیینات کاشی‌کاری معرق دوره قاجاریه قرار دارد. در دو ضلع این هشتی، کتیبه‌ای به خط ثلث سفید در زمینه لاجوردی مورخ ۱۴۱۰ هجری قمری دیده می‌شود که مربوط به تعمیرات دوره اخیر است. سمت چپ این هشتی، وضوخانه قرار گرفته است. صحن مسجد، کوچک و مربع است. در سوی جنوب صحن، ایوان و به قرینه آن در جانب شمالی، ایوان مانند کم عمقی ساخته شده است. اضلاع دیگر صحن، مزین به طاق‌نماهای تزیینی و کاشی‌کاری معرق است. در سراسر ضلع جنوبی، شبستان ستون‌داری با نه ستون در میانه و پوشش طاق و گنبد قرار گرفته است. این شبستان شامل دو محراب کوچک کاشی‌کاری است. در پشت بام و در راستای یکی از محراب‌ها، دو بادگیر بنا گردیده است. بخشی از پشت بام مسجد به صورت مهتابی درآمده که در تابستان‌ها و مراسم ویژه مورد استفاده قرار می‌گیرد. سردر فرعی و زنانه مسجد، ساده‌تر و مورخ ۱۳۲۷ هجری قمری است و در پشت آن، هشتی دیگری با تزیین کاشی‌کاری معقلی واقع گردیده است. این هشتی نیز در سال‌های اخیر بازسازی شده است. در جبهه شرقی و غربی صحن، راه‌پله‌ای جهت دسترسی به پشت بام تعبیه شده است. در تعمیرات دوره اخیر، سطح آجرفرش صحن را موزاییک کرده، حوض هشت ضلعی سنگی میانه صحن را کنده و در دیوار شمالی حیاط، یک ردیف وضوخانه سرپایی احداث کرده‌اند. این بنا در سال ۱۳۷۵ خورشیدی به شماره ۱۷۶۰به ثبت تاریخی رسیده است.
همچنین مسجدی به همین نام در میدان وحدت اسلامی (شاهپور)، در اواسط خیابان شهید فروزش (مهدیخانی) توسط همین سازنده و با همین نام وجود دارد. یکی از بخش‌های زیبای این مسجد شبستان آن است. سر ستون سنگی آن درست قرینه سر ستون مسجد فخریه است. داشتن فضای دلنشین از دیگر زیبایی‌های این مسجد است.